# Forlì-Cesena (tỉnh)
Tỉnh Forlì-Cesena (Tiếng Ý: Provincia di Forlì-Cesena) là một tỉnh ở vùng Emilia-Romagna của Ý. Tỉnh lỵ là thành phố Forlì.
Tỉnh này có diện tích 2.377 km² và tổng dân số là 371.318 người (2005). Có 30 đô thị (danh từ số ít tiếng Ý:comune) ở trong tỉnh này  Lưu trữ ngày 7 tháng 8 năm 2007 tại Wayback Machine, xem Các đô thị tỉnh Forlì-Cesena. Vào ngày 31 tháng 5 năm 2005, các đô thị chính xếp theo dân số là:
| Đô thị                            | Dân số  |
| --------------------------------- | ------- |
| Forlì                             | 111.974 |
| Cesena                            | 93.672  |
| Cesenatico                        | 23.151  |
| Savignano sul Rubicone            | 16.013  |
| Forlimpopoli                      | 12.134  |
| San Mauro Pascoli                 | 10.328  |
| Gambettola                        | 9.790   |
| Meldola                           | 9.693   |
| Bertinoro                         | 9.485   |
| Gatteo                            | 7.325   |
| Mercato Saraceno                  | 6.468   |
| Predappio                         | 6.362   |
| Castrocaro Terme e Terra del Sole | 6.296   |
| Longiano                          | 6.099   |
| Bagno di Romagna                  | 6.086   |

## Các tỉnh và địa điểm giáp ranh
Theo chiều kim đồng hồ:
- tỉnh Ravenna, bắc
- Biển Adriatic, đông
- tỉnh Rimini, đông
- Republic of San Marino, nam
- tỉnh Pesaro in Marche, nam
- tỉnh Arezzo in Tuscany, tây
- tỉnh Florence/Firenze in Tuscany, tây